# Comuna Mănești, Prahova
Mănești este o comună în județul Prahova, Muntenia, România, formată din satele Băltița, Coada Izvorului, Gura Crivățului, Mănești (reședința) și Zalhanaua.

## Așezare
Comuna se află în sud-vestul județului, la limita cu județul Dâmbovița, într-o zonă de câmpie, pe malul drept al Prahovei. Este traversată de șoseaua județeană DJ101A care o leagă spre nord de Filipeștii de Târg (unde se termină în DN72) și spre sud de Cocorăștii Colț (unde se intersectează cu DN1A), Șirna și mai departe în județul Ilfov de Periș.

## Demografie
Componența etnică a comunei Mănești
     Români (88,57%)
     Alte etnii (0,42%)
     Necunoscută (11,01%)
Componența confesională a comunei Mănești
     Ortodocși (86,79%)
     Alte religii (1,44%)
     Necunoscută (11,77%)
Conform recensământului efectuat în 2021, populația comunei Mănești se ridică la 3.551 de locuitori, în scădere față de recensământul anterior din 2011, când fuseseră înregistrați 3.994 de locuitori. Majoritatea locuitorilor sunt români (88,57%), iar pentru 11,01% nu se cunoaște apartenența etnică. Din punct de vedere confesional, majoritatea locuitorilor sunt ortodocși (86,79%), iar pentru 11,77% nu se cunoaște apartenența confesională.

## Politică și administrație
Comuna Mănești este administrată de un primar și un consiliu local compus din 13 consilieri. Primarul, Constantin Nițoi[*], de la Partidul Național Liberal, este în funcție din 2012. Începând cu alegerile locale din 2024, consiliul local are următoarea componență pe partide politice:
|  | Partid                    | Consilieri | Componența Consiliului | Componența Consiliului | Componența Consiliului | Componența Consiliului | Componența Consiliului | Componența Consiliului | Componența Consiliului | Componența Consiliului | Componența Consiliului | Componența Consiliului |
|  | ------------------------- | ---------- | ---------------------- | ---------------------- | ---------------------- | ---------------------- | ---------------------- | ---------------------- | ---------------------- | ---------------------- | ---------------------- | ---------------------- |
|  | Partidul Național Liberal | 10         |                        |                        |                        |                        |                        |                        |                        |                        |                        |                        |
|  | Partidul Social Democrat  | 2          |                        |                        |                        |                        |                        |                        |                        |                        |                        |                        |
|  | Partidul Puterii Umaniste | 1          |                        |                        |                        |                        |                        |                        |                        |                        |                        |                        |

## Istorie
La sfârșitul secolului al XIX-lea, comuna se afla în plasa Filipești a județului Prahova, fiind formată din cătunele Mănești, Coada Izvorului, Gura Crivățului și Comănacul, totalizând 1028 de locuitori. Avea o școală cu 74 de elevi (din care 9 fete) și 3 biserici — două în Mănești și una în Coada Izvorului. În această comună se afla castelul lui Teodor Văcărescu. Anuarul Socec din 1924 o consemnează în plasa Târgșorul a aceluiași județ, cu o populație de 2075 de locuitori, în satele Mănești, Coada Izvorului, Gura Crivățului și Zalhanaua (ultimul preluat de la comuna Vlădeni-Mărgineni). În 1931, satul Zalhanaua a fost atașat comunei Brătășanca, în vreme ce satele Coada Izvorului și Gura Crivățului au format o comună de sine stătătoare, comuna Coada Izvorului.
În perioada interbelică, comuna a trecut la plasa Ploiești a aceluiași județ, apoi în 1950 la raionul Ploiești din regiunea Prahova și apoi, din 1952, din regiunea Ploiești. În 1968, comunele comuna a revenit în județul Prahova, reînființat, și a preluat satele comunei Cocorăștii Colț, desființată temporar, precum și satul Zalhanaua din comuna Vlădeni-Mărgineni, desființată și împărțită între județele Prahova și Dâmbovița. În 2004, comuna Cocorăștii Colț a fost reînființată, comuna Mănești rămânând în forma actuală.

## Monumente istorice

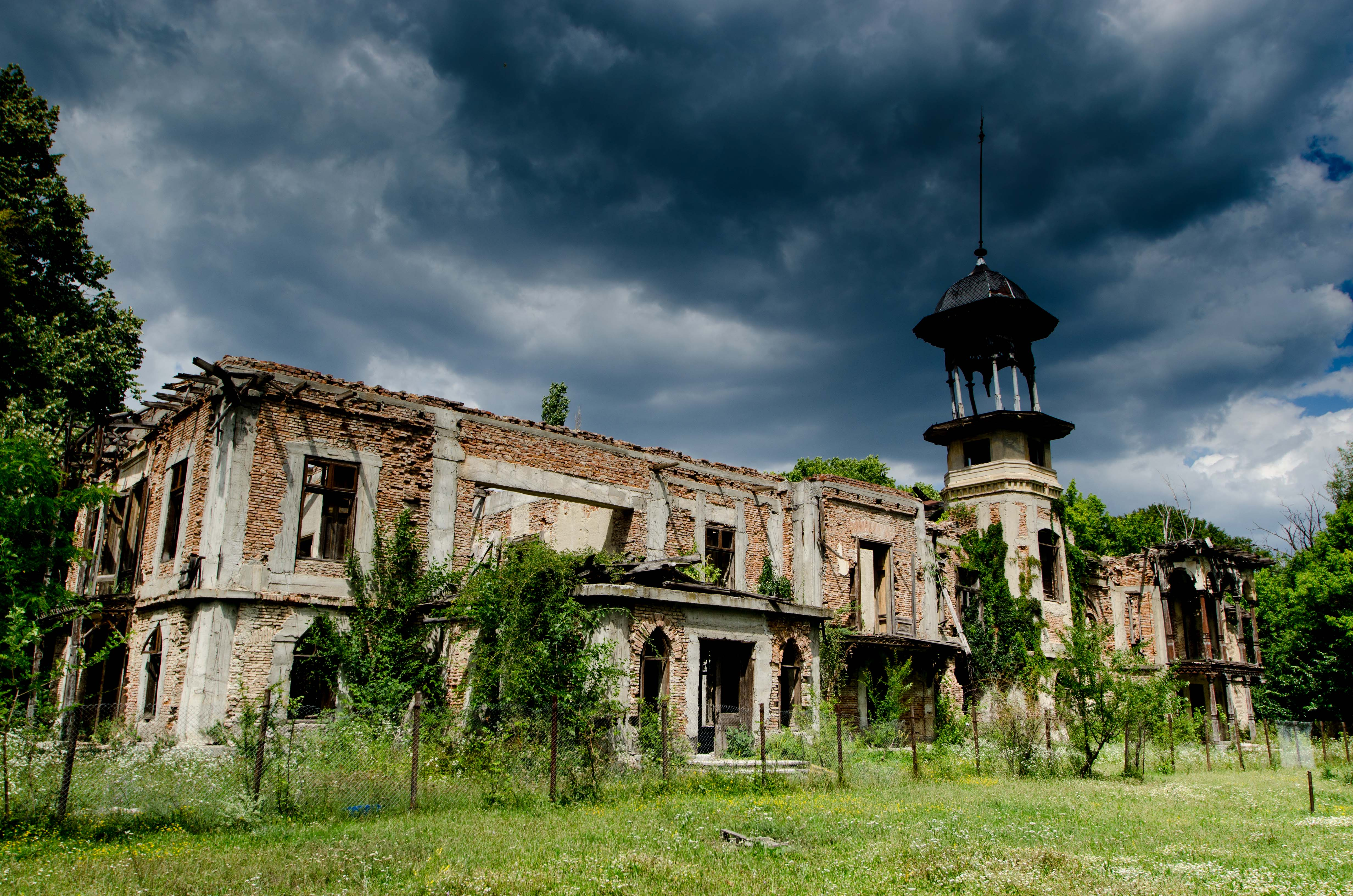
Castelul Văcărescu-Calimachi din Mănești, monument istoric

În comuna Mănești se află trei monumente istorice de arhitectură de interes național: biserica „Sfântul Nicolae” (1716) din Băltița; biserica „Adormirea Maicii Domnului” (1892) din Mănești; și curtea Văcărescu-Calimachi (1882–1892) din Mănești, ansamblu alcătuit din castelul Văcărescu-Calimachi (1882–1892), beciul din aripa de vest (secolul al XVII-lea), clădirile-anexă (începutul secolului al XX-lea) și parc (sfârșitul secolului al XIX-lea).
În rest, alte trei obiective din comună sunt incluse în lista monumentelor istorice din județul Prahova ca monumente de interes local, toate fiind clasificate ca situri arheologice: cetatea de „la Grădiște” (în zona satului Coada Izvorului) din perioada Latène; așezarea din Epoca Bronzului de la „Movila Mare” (satul Mănești); și situl de „la Turnuri” (satul Zalhanaua), cuprinzând urme de așezări din perioada Latène, epoca romană, secolele al III-lea–al IV-lea e.n. și din secolul al X-lea.

## Personalități născute aici
- Constantin Zagoriț (1882 — 1944), colonel topograf român, pasionat de istorie și arheologie.
- Dumitru Oprea (n. 1952), economist, care a îndeplinit funcția de rector al Universității „Al. I. Cuza” din Iași și cea de membru al Parlamentului European din partea României.